# نادي جنوب ملبورن
نادي جنوب ملبورن أو نادي ساوث ملبورن (بالإنجليزية: South Melbourne FC)‏ هو نادي كرة قدم أسترالي يقع في مدينة ملبورن بمقاطعة فيكتوريا. تأسس عام 1959 باسم «ساوث ملبورن هيلاس». حيث كان من أفضل وأنجح الأندية الأسترالية آنذاك.
شارك في النسخة الأولى من كأس العالم للأندية عام 2000 بعد تتويجه بلقب دوري أبطال أوقيانوسيا محتلاً المرتبة الثامنة، كما تم اختياره كـ«نادي القرن» في أوقيانوسيا من قِبل الاتحاد الدولي لتاريخ وإحصاءات كرة القدم.